# Josef Rufer
Josef Leopold Rufer (ur. 18 grudnia 1893 w Wiedniu, zm. 7 listopada 1985 w Berlinie) – austriacki teoretyk muzyki, krytyk muzyczny i pedagog; czołowy teoretyk z kręgu uczniów Arnolda Schönberga.

## Życiorys
Studiował teorię muzyki u Wilhelma Zemanka i kompozycję u Alexandra von Zemlinsky’ego, a jednocześnie inżynierię budownictwa w Technische Hochschule w Pradze. W czasie I wojny światowej służył w armii austriackiej. W latach 1919–1922 studiował u Arnolda Schönberga w Wiedniu, a w latach 1925–1933 był jego asystentem w Berlińskim Uniwersytecie Sztuk Pięknych, dopóki Schönberg nie został zmuszony do opuszczenia Niemiec.
W latach 1923–1924 wraz z Hansem Heinzem Stuckenschmidtem zorganizował i poprowadził cykl 10 koncertów nowej muzyki w Hamburgu. Działał jako krytyk muzyczny w „Berliner Morgenpost” (1928–1940) i „Die Welt”. Pracował również jako prywatny nauczyciel muzyki. W czasie II wojny światowej odbył służbę wojskową w Luftwaffe. W 1946 razem z Paulem Höfferem założył w Berlinie Internationale Musikinstitut, którym kierował do 1949. W latach 1947–1950 wydawał wraz ze Stuckenschmidtem miesięcznik „Stimmen”. Współpracował z licznymi specjalistycznymi czasopismami oraz z niemieckim radiem. W latach 1957–1959 był redaktorem i konsultantem wydawnictwa Bote & Bock.
Od 1950 do 1969 wykładał teorię muzyki na Wolnym Uniwersytecie Berlińskim, równocześnie w latach 1956–1969 w berlińskiej Hochschule für Musik. W 1956 prowadził kurs analizy muzycznej na Międzynarodowych Letnich Kursach Nowej Muzyki w Darmstadcie, a od 1959 w Wiedniu. Wśród jego uczniów byli m.in. Peter Gradenwitz, Giselher Klebe, Claude Ballif i Isang Yun.

### Badacz twórczości Schönberga
Rufer był wiodącym teoretykiem z kręgu Schönberga. Jest autorem wielu opracowań bibliograficznych, korespondencji, analiz i edycji krytycznych mających wielką wartość, również współcześnie. Jego traktat Die Komposition mit zwölf Tönen (1952), pisany prawdopodobnie w bezpośrednim porozumieniu z Schönbergiem, jest pierwszym większym dziełem poświęconym problematyce muzyki dodekafonicznej, zawierającym precyzyjny opis Schönbergowskiej „metody komponowania za pomocą 12 dźwięków” wraz z wyjaśnieniem pojęcia „Grundgestalt”. W aneksie do pierwszego wydania zostały umieszczone wypowiedzi 13 kompozytorów muzyki dwunastotonowej z I poł. XX wieku, m.in. Borisa Blachera, Luigiego Dallapiccoli, Hannsa Jelinka i Rolfa Liebermanna.
W 1957 w Los Angeles Rufer rozpoczął katalogowanie ogromnej spuścizny muzycznej, literackiej i artystycznej Schönberga. Dwa lata później wydał monografię Das Werk Arnold Schönbergs (1959), w której zawarty został systematyczny opis manuskryptów muzycznych i tekstowych (wykłady, artykuły, eseje, teorie i interpretacje) kompozytora.